# Platytroctidae
Los platitróctidos (Platytroctidae) son una familia de peces marinos del orden Osmeriformes, distribuidos por todos los océanos excepto el mar Mediterráneo. Su nombre procede del griego: platys (ancho, amplio) + troktos (bueno de comer).
Segregan un líquido azul-verdoso luminoso a través de una abertura a la altura de la cintura escapular, justo por debajo de la línea lateral; además, muchas de las especies presentan órganos luminosos, en adultos situados ventralmente; sin aletas en Platroctes apus; no tienen vejiga natatoria; longitud corporal de unos 30 cm de máximo.
Suelen vivir en la profundidad, pegados al lecho marino, entre los 300 y los 1000 metros de profundidad.

## Géneros y especies
Existen 39 especies, agrupadas en los 13 géneros siguientes:
- Género Barbantus (Parr, 1951):
  - Barbantus curvifrons (Roule y Angel, 1931)
  - Barbantus elongatus (Krefft, 1970)
- Género Holtbyrnia (Parr, 1937):
  - Holtbyrnia anomala (Krefft, 1980) - Cabeza pintada, Cabeza lustrosa o Seásido.
  - Holtbyrnia conocephala (Sazonov, 1976)
  - Holtbyrnia cyanocephala (Krefft, 1967)
  - Holtbyrnia innesi (Fowler, 1934)
  - Holtbyrnia intermedia (Sazonov, 1976)
  - Holtbyrnia laticauda (Sazonov, 1976)
  - Holtbyrnia latifrons (Sazonov, 1976)
  - Holtbyrnia macrops (Maul, 1957)
  - Holtbyrnia ophiocephala (Sazonov y Golovan, 1976)
- Género Matsuichthys (Sazonov, 1992):
  - Matsuichthys aequipinnis (Matsui y Rosenblatt, 1987)
- Género Maulisia (Parr, 1960):
  - Maulisia acuticeps (Sazonov, 1976)
  - Maulisia argipalla (Matsui y Rosenblatt, 1979)
  - Maulisia isaacsi (Matsui y Rosenblatt, 1987)
  - Maulisia mauli (Parr, 1960)
  - Maulisia microlepis (Sazonov y Golovan, 1976)
- Género Mentodus (Parr, 1951):
  - Mentodus bythios (Matsui y Rosenblatt, 1987)
  - Mentodus crassus (Parr, 1960)
  - Mentodus eubranchus (Matsui y Rosenblatt, 1987)
  - Mentodus facilis (Parr, 1951)
  - Mentodus longirostris (Sazonov y Golovan, 1976)
  - Mentodus mesalirus (Matsui y Rosenblatt, 1987)
  - Mentodus perforatus (Sazonov y Trunov, 1978)
  - Mentodus rostratus (Günther, 1878)
- Género Mirorictus (Parr, 1947):
  - Mirorictus taningi (Parr, 1947)
- Género Normichthys (Parr, 1951):
  - Normichthys herringi (Sazonov y Merrett, 2001)
  - Normichthys operosus (Parr, 1951)
  - Normichthys yahganorum (Lavenberg, 1965)
- Género Pectinantus (Sazonov, 1986):
  - Pectinantus parini (Sazonov, 1976)
- Género Persparsia (Parr, 1951):
  - Persparsia kopua (Phillipps, 1942)
- Género Platytroctes (Günther, 1878):
  - Platytroctes apus (Günther, 1878)
  - Platytroctes mirus (Lloyd, 1909)
- Género Sagamichthys (Parr, 1953):
  - Sagamichthys abei (Parr, 1953)
  - Sagamichthys gracilis (Sazonov, 1978)
  - Sagamichthys schnakenbecki (Krefft, 1953)
- Género Searsia (Parr, 1937):
  - Searsia koefoedi (Parr, 1937)
- Género Searsioides (Sazonov, 1977):
  - Searsioides calvala (Matsui y Rosenblatt, 1979)
  - Searsioides multispinus (Sazonov, 1977)